# Beneščina
Beneščina je romanski jezik, ki ga kot materni jezik uporablja več kot dva milijona ljudi, večinoma v italijanski deželi Benečija (it. veneto), kjer jo lahko skoraj vseh pet milijonov prebivalcev razume. Občasno se jo uporablja in je dobro razumljiva tudi izven Benečije, v Trentinu, Furlaniji - Julijski krajini, v Istri in nekaterih mestih Dalmacije (kjer pa se sedaj bolj uporablja istrobeneško narečje), skupaj na območju, na katerem živi od šest do sedem milijonov ljudi.
V Benečiji jeziku pravijo vènet, v Italiji pa vèneto; njegovo narečje, ki ga uporabljajo predvsem v Benetkah, se imenuje venexiàn [venezjàn] oziroma veneziano [venecjàno]. 
Beneščina ni samo narečje italijanskega jezika, temveč posebni jezik, ki ne izvira iz italijanščine, temveč je bližje zahodni veji romanskih jezikov, kamor spadata npr. španščina in francoščina. Beneščino zato nekateri strokovnjaki skupaj z lombardščino in pietmontščino uvrščajo med galo-romanske jezike, vendar ta teza ni širše priznana.